# Der Mann von Monterey
Der Mann von Monterey (Originaltitel The Man from Monterey) ist ein US-amerikanischer Western von Mack V. Wright mit John Wayne und Ruth Hall in den Hauptrollen. Der Pre-Code-Film wurde von Warner Bros. produziert und auf der Providencia Movie Ranch von Universal Pictures in Universal City gedreht. Die Premiere fand am 15. Juli 1933 statt. In der Bundesrepublik Deutschland erfuhr er seine Uraufführung am 6. Mai 2011 auf DVD.

## Handlung
Am Ende des Mexikanisch-Amerikanischen Krieges muss Mexiko Kalifornien an die USA abtreten. Die US-Regierung ordnet an, dass die mexikanischen Landbesitzer ihre Ländereien registrieren lassen, ansonsten verfällt der Besitzanspruch und das Land ist wieder frei. Don Pablo Gonzalez hat es auf das Land von Don José Castanares abgesehen und überzeugt ihn, sein Land nicht registrieren zu lassen. Zur gleichen Zeit umwirbt Don Pablos Sohn Luis die attraktive Dolores, Don Josés Tochter. Dolores kann jedoch mit dem verwöhnten jungen Mann nichts anfangen, sie möchte einen Mann der Tat.
Captain John Holmes von der US-Army wird nach Kalifornien gesandt, um die Landbesitzer zur Registrierung zu bewegen. Auf dem Weg zu Don José hält er eine durchgegangene Kutsche an mit Dolores an Bord. Luis ist wütend, da er das Durchgehen der Pferde selbst veranlasst hat, um dann Dolores zu retten und seine Tatkraft unter Beweis zu stellen.
John freundet sich mit der Zeit mit dem Wahrsager Felipe und mit Jake Morgan, dem Anführer einer Vigilantentruppe, an. Dolores stellt John ihrem Vater als Lebensretter vor. John erklärt den Registrierungsvorgang, José will dies am nächsten Tag erledigen. Als Don José dann aufbricht, wird er von Don Pablo entführt. Dolores verspricht, für die Freilassung ihres Vaters Luis zu heiraten.
John erfährt, dass Luis schon mit Anita Garcia verlobt ist, der Tochter des Saloonbesitzers. Er will Anita mit Dolores kurz vor der Hochzeit austauschen, durch den Schleier wird der Tausch erst nach dem Ja-Wort erkennbar sein. Er schickt sein Pferd Duke mit einer Nachricht an Jake Morgan los. Als Morgan mit seinen Männern erscheint, wird Don Pablo überführt. Der befreite Don José gibt Dolores und John seinen Segen für die Hochzeit.